# (7362) Rogerbyrd
(7362) Rogerbyrd est un astéroïde de la ceinture principale.

## Description
(7362) Rogerbyrd est un astéroïde de la ceinture principale. Il fut découvert le 15 mars 1996 à Haleakala par le programme NEAT. Il présente une orbite caractérisée par un demi-grand axe de 2,44 UA, une excentricité de 0,19 et une inclinaison de 1,6° par rapport à l'écliptique.

## Compléments